# آلینا کوزیچ
آلینا کوزیچ (به انگلیسی: Alina Kozich) ژیمناست زادهٔ ۱۶ دسامبر ۱۹۸۷ میلادی اهل کشور ازبکستان است.